# União das Freguesias de Arcos e Mogofores
União das Freguesias de Arcos e Mogofores, kurz Arcos e Mogofores, ist eine Gemeinde (Freguesia) des portugiesischen Landkreises Anadia. 
Die Gemeinde entstand am 29. September 2013 im Zuge der administrativen Neuordnung in Portugal aus dem Zusammenschluss der Gemeinden Arcos und Mogofores. Sitz wurde Arcos.
Auf einer Fläche von 14,4 km² leben 6331 Einwohner (Stand: 30. Juni 2011). 